# Liste der Baudenkmäler in Baierbach
Auf dieser Seite sind die Baudenkmäler in der niederbayerischen Gemeinde Baierbach zusammengestellt. Diese Tabelle ist eine Teilliste der Liste der Baudenkmäler in Bayern. Grundlage ist die Bayerische Denkmalliste, die auf Basis des Bayerischen Denkmalschutzgesetzes vom 1. Oktober 1973 erstmals erstellt wurde und seither durch das Bayerische Landesamt für Denkmalpflege geführt wird. Die folgenden Angaben ersetzen nicht die rechtsverbindliche Auskunft der Denkmalschutzbehörde.
 Diese Liste gibt den Fortschreibungsstand vom 13. August 2016 wieder und enthält 13 Baudenkmäler

## Baudenkmäler nach Ortsteilen

### Baierbach
| Lage                      | Objekt                                      | Beschreibung | Akten-Nr.              | Bild           |
| ------------------------- | ------------------------------------------- | --- | ---------------------- | -------------- |
| Hauptstraße 4 (Standort)  | Ehemaliger Wiesmerhof                       | Wohnstallhaus der ehemaligen Dreiseit-Hofanlage, zweigeschossiges Gebäude mit Flachsatteldach, massiv, mit Ziegelbändern, Putzgliederung und Traufschrot, zweite Hälfte 18. Jahrhundert | D-2-74-118-17 Wikidata | BW             |
| Hauptstraße 19 (Standort) | Katholische Kirche Unsere Liebe Frau        | Saalkirche, spätgotischer Backsteinbau der zweiten Hälfte des 15. Jahrhunderts, südliche Vorhalle bezeichnet „1588“, mit Dachfries, über Westgiebel oktogonaler Dachreiter mit Spitzhelm; mit Ausstattung Kirchhofmauer, 18./19. Jahrhundert mit älteren Fragmenten                          | D-2-74-118-2 Wikidata  | weitere Bilder |
| Jägerstraße 6 (Standort)  | Ehemaliges Wohnstallhaus eines Vierseithofs | Zweigeschossiges Gebäude mit Flachsatteldach und Blockbau-Obergeschoss, im Kern erste Hälfte 18. Jahrhundert | D-2-74-118-3 Wikidata  | BW             |
| Kirchplatz 2 (Standort)   | Pfarrhof                                    | Wohnhaus, zweigeschossiger Walmdachbau mit Ecklisenen und Putzgliederung, barock, 18. Jahrhundert Ökonomiegebäude, zweigeschossiger Satteldachbau mit Blockbau-Obergeschoss, 19. Jahrhundert                                                                                                 | D-2-74-118-4 Wikidata  | BW             |
| Kirchplatz 9 (Standort)   | Katholische Pfarrkirche St. Andreas         | Staffelhallenkirche, spätgotische Anlage der zweiten Hälfte des 15. Jahrhunderts, 1888/89 Anbau des nördlichen Seitenschiffs und Erweiterung nach Westen, Gliederung durch Strebepfeiler, am Chor Dachfries, südlich Chorflankenturm mit Achteckaufsatz und Kuppelabschluss; mit Ausstattung | D-2-74-118-5 Wikidata  | weitere Bilder |

### Altweg
| Lage                 | Objekt     | Beschreibung                                                                                | Akten-Nr.             | Bild |
| -------------------- | ---------- | ------------------------------------------------------------------------------------------- | --------------------- | ---- |
| Altweg 14 (Standort) | Bauernhaus | zweigeschossiger Satteldachbau mit Blockbau-Obergeschoss und Traufschrot, bezeichnet „1810“ | D-2-74-118-6 Wikidata | BW   |

### Fahring
| Lage                  | Objekt                           | Beschreibung | Akten-Nr.             | Bild |
| --------------------- | -------------------------------- | --- | --------------------- | ---- |
| Haus Nr. 2 (Standort) | Wohnstallhaus eines Vierseithofs | Zweigeschossiges Gebäude mit Flachsatteldach, am östlichen Giebel Geschossgliederung und Zierputz, 1856 Nebengebäude, Stadel, Flachsatteldachbau, Backstein, Obergeschoss teilweise Blockbau, wohl gleichzeitig Nebengebäude, Backsteinbau mit Satteldach, wohl gleichzeitig | D-2-74-118-8 Wikidata | BW   |

### Irrach
| Lage                   | Objekt    | Beschreibung                                                                         | Akten-Nr.             | Bild |
| ---------------------- | --------- | ------------------------------------------------------------------------------------ | --------------------- | ---- |
| Nähe Irrach (Standort) | Bildstock | Kleiner massiver Bau mit Satteldach und Bildnische, 18. Jahrhundert; mit Ausstattung | D-2-74-118-9 Wikidata | BW   |

### Krottenthal
| Lage                    | Objekt      | Beschreibung                                         | Akten-Nr.              | Bild |
| ----------------------- | ----------- | ---------------------------------------------------- | ---------------------- | ---- |
| Nähe Schlott (Standort) | Feldkapelle | Kleiner massiver Bau mit Satteldach, 19. Jahrhundert | D-2-74-118-10 Wikidata | BW   |

### Peterau
| Lage                    | Objekt            | Beschreibung | Akten-Nr.              | Bild |
| ----------------------- | ----------------- | --- | ---------------------- | ---- |
| Nähe Peterau (Standort) | Kapelle Mariahilf | Kleiner massiver Bau mit Satteldach, mit Sockel und Putzgliederung, 17./18. Jahrhundert, im Kern wohl älter; mit Ausstattung | D-2-74-118-12 Wikidata | BW   |

### Steinbach
| Lage                   | Objekt                      | Beschreibung | Akten-Nr.              | Bild |
| ---------------------- | --------------------------- | --- | ---------------------- | ---- |
| Steinbach 2 (Standort) | Gasthaus                    | Zweigeschossiges traufständiges Gebäude mit Flachsatteldach, zweite Hälfte 19. Jahrhundert (westlicher Hausteil erneuert) | D-2-74-118-13 Wikidata | BW   |
| Steinbach 3 (Standort) | Katholische Kirche St. Veit | Saalkirche mit eingezogenem Chor, am Langhaus abgesetzter Dachfries, südlich Portal mit Spitzbogen, östlich Dachreiter mit modernem Spitzhelm, Ende 15. Jahrhundert, mit älterem, barock verändertem Chor; mit Ausstattung Erhaltene Teile der Friedhofsmauer, 18./19. Jahrhundert | D-2-74-118-14 Wikidata | BW   |

### Theobald
| Lage                  | Objekt                          | Beschreibung                                                                     | Akten-Nr.              | Bild |
| --------------------- | ------------------------------- | -------------------------------------------------------------------------------- | ---------------------- | ---- |
| Theobald 1 (Standort) | Katholische Kirche St. Theobald | Saalkirche, westlich Dachreiter mit Spitzhelm, neugotisch, 1862; mit Ausstattung | D-2-74-118-15 Wikidata | BW   |

## Ehemalige Baudenkmäler
In diesem Abschnitt sind Objekte aufgeführt, die früher einmal in der Denkmalliste eingetragen waren, jetzt aber nicht mehr. Objekte, die in anderem Zusammenhang – also z. B. als Teil eines Baudenkmals – weiter eingetragen sind, sollen hier nicht aufgeführt werden. Aktennummern in diesem Abschnitt sind ehemalige, jetzt nicht mehr gültige Aktennummern.

| Lage                                | Objekt                                                | Beschreibung | Akten-Nr.              | Bild |
| ----------------------------------- | ----------------------------------------------------- | --- | ---------------------- | ---- |
| Baierbach Hauptstraße 18 (Standort) | Vierseithof mit Nebengebäuden                         | Ehemaliges Wohnstallhaus, zweigeschossiges Gebäude mit Flachsatteldach, mit einfacher Putzgliederung, bezeichnet „1879“, im Kern 18. Jahrhundert Nebengebäude, Flachsatteldachbauten, wohl letztes Viertel 19. Jahrhundert Nebengebäude, Stadel, Backsteinbau mit Flachsatteldach, wohl gleichzeitig | D-2-74-118-1 Wikidata  | BW   |
| Bockhub Haus Nr. 1 (Standort)       | Wohnteil eines Bauernhauses, zugehörig zu Vierseithof | Blockbau, 19. Jahrhundert | D-2-74-118-7 Wikidata  | BW   |
| Krottenthal Haus Nr. 1 (Standort)   | Wohnstallhaus eines Dreiseithofs                      | Zweigeschossiges Gebäude mit Flachsatteldach, mit Blockbau-Obergeschoss und Traufschrot an profilierten Stangen, 19. Jahrhundert | D-2-74-118-16 Wikidata | BW   |